# Východočeský krajský přebor 1974/1975
V soubojích fotbalového Východočeského krajského přeboru 1974/75 se utkalo 14 týmů dvoukolovým systémem podzim – jaro. Tento ročník skončil v červnu 1975.

## Výsledná tabulka
Zdroj: 
| Poř. | Tým                              | Z  | V  | R  | P  | VG | OG | B  |
| ---- | -------------------------------- | -- | -- | -- | -- | -- | -- | -- |
| 1.   | TJ Tesla Lanškroun               | 26 | 16 | 4  | 6  | 48 | 29 | 36 |
| 2.   | TJ Lokomotiva Pardubice          | 26 | 16 | 3  | 7  | 44 | 29 | 35 |
| 3.   | TJ Spartak Nové Město nad Metují | 26 | 14 | 6  | 6  | 53 | 25 | 34 |
| 4.   | TJ Spartak Hlinsko               | 26 | 12 | 10 | 4  | 46 | 26 | 34 |
| 5.   | TJ Transporta Chrudim            | 26 | 10 | 8  | 8  | 42 | 29 | 28 |
| 6.   | TJ Nová Paka                     | 26 | 13 | 2  | 11 | 40 | 37 | 28 |
| 7.   | TJ Osinek Kostelec nad Orlicí    | 26 | 12 | 3  | 11 | 51 | 45 | 27 |
| 8.   | TJ Slovan Průmstav Pardubice     | 26 | 9  | 7  | 10 | 38 | 39 | 25 |
| 9.   | TJ Sparta Úpice                  | 26 | 8  | 9  | 9  | 32 | 41 | 25 |
| 10.  | TJ Letohrad                      | 26 | 6  | 11 | 9  | 32 | 48 | 23 |
| 11.  | TJ Jiskra Holice                 | 26 | 7  | 8  | 11 | 36 | 45 | 22 |
| 12.  | TJ Týniště nad Orlicí            | 26 | 6  | 9  | 11 | 37 | 53 | 21 |
| 13.  | TJ Jiskra ZAZ Jaroměř            | 26 | 5  | 5  | 16 | 24 | 48 | 15 |
| 14.  | TJ Tesla Pardubice               | 26 | 2  | 7  | 17 | 19 | 48 | 11 |

Poznámky:
- Z = Odehrané zápasy; V = Vítězství; R = Remízy; P = Prohry; VG = Vstřelené góly; OG = Obdržené góly; B = Body

|  | Postup do Divize C 1975/76             |
|  | Sestup do příslušné I. A třídy 1975/76 |